# Hypanus dipterurus
Hypanus dipterurus はアカエイ科の一種である。南カリフォルニアからチリ北部までの東太平洋の沿岸海域、およびガラパゴス諸島とハワイ諸島周辺に分布する。
主に深さ30m以浅のオオウキモの森（ジャイアントケルプ）や岩礁、砂泥底でみられる。ハワイ沖では深い場所でも見られる。英名の通り体盤はダイヤモンドの結晶のような菱形で、背面は褐色または灰色である。
正中線に沿って棘が並ぶ。尾は長い鞭状で、上下に皮褶があることで、よく似たLongtail stingray(H.longa)と区別できる。体盤の直径は1mまで成長する。
夜行性であり、最大で数百匹の群れを作り、砂を掘って貝や小魚などを捕食する。無胎盤性の胎生であり、交尾後10ヶ月間は精子を保存するか胚の発育を停止し、その後胚は2-3ヶ月かけて急速に成長する。胚が卵黄を使い果たすと、子宮分泌液によって栄養が供給される。雌は毎年夏に河口で1-4尾の仔エイを産む。非常に成長が遅く、漁獲圧には弱い。ラテンアメリカ、特にメキシコでは経済的に最も重要な種の1つであり、漁師によって食用として捕獲されている。本種は国際自然保護連合(IUCN)によって危急種と評価されている。人間には基本無害だが、尾の毒棘によって刺される危険性がある。

## 分類と系統
1880年に二度記載されており、5月にデイビッド・スター・ジョーダンとCharles Henry Gilbertによって『Proceedings of the United States National Museum』においてDasybatus dipterurus として、10月にはサミュエル・ガーマンによって『Bulletin of the Museum of Comparative Zoology』（ハーバード大学比較動物学博物館紀要）において Trygon brevis として記載されている。dipterurusが先に記載された為brevisは新参異名だが、ガーマンが1913年にbrevisを優先した為、長年混乱が起こった。 DasybatusとTrygon は両方とも後にDasyatis属のシノニムとなったが、D. brevisを認める考えは多い。ガーマンは1913年にD. hawaiensis をD. dipteruraのシノニムとしたが、確認にはさらなる研究が必要である。
本種のシンタイプはカリフォルニア州サンディエゴ湾から収集された。種小名のdipteruraは、ラテン語のdi (「二」)、ptero (「翼」)、およびura (「尾」)に由来し、尾の上下にある鰭膜を指す。かつてはRat-tailed stingrayと呼ばれていた。2001年に行われたLisa Rosenbergerによる形態学に基づく系統解析では、本種と西大西洋のBluntnose stingray(H.say)は姉妹種であり、パナマ地峡の形成前または形成と同時に分岐した可能性が高いとされた。

## 分布と生息地

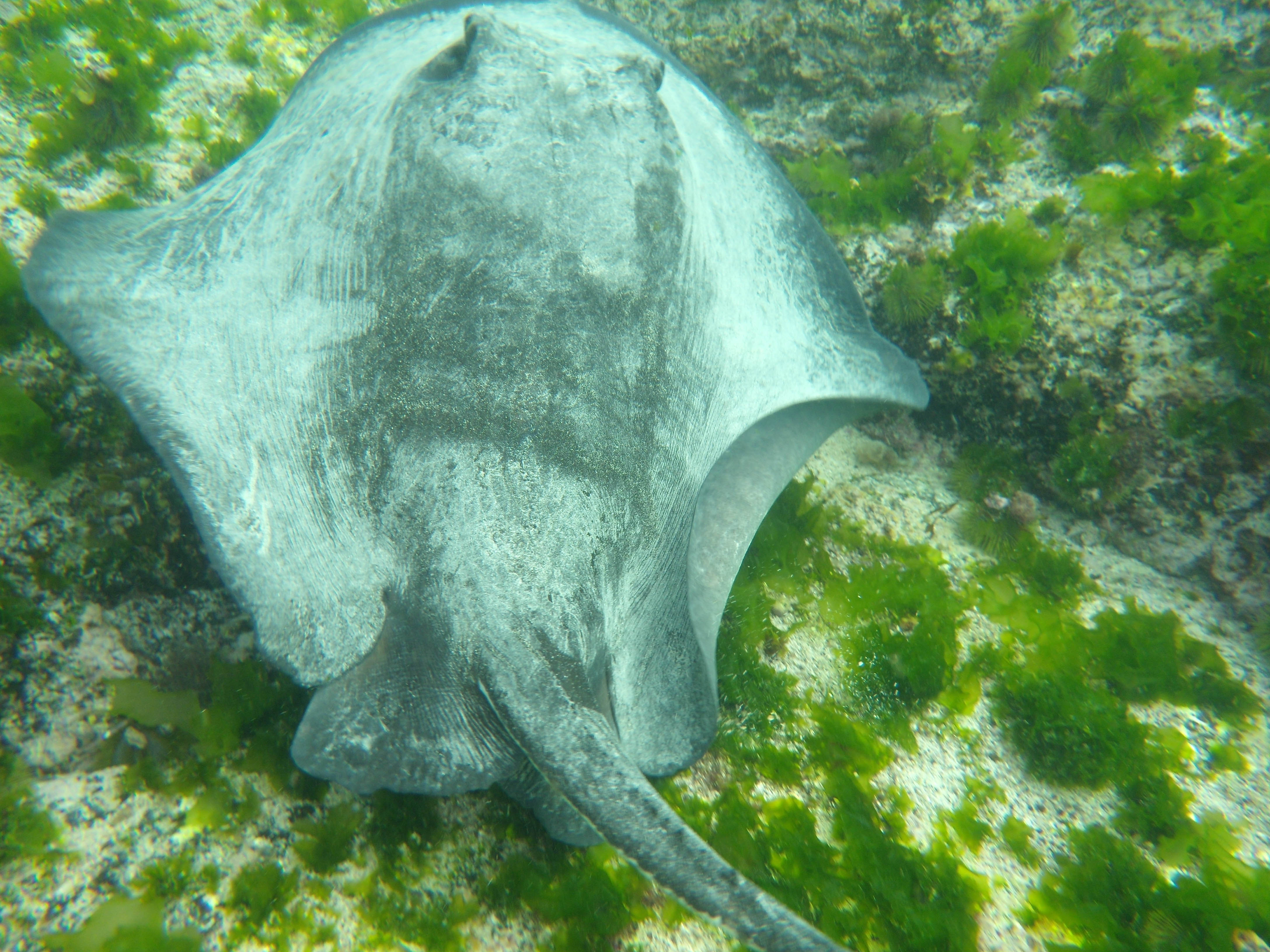
沿岸部の浅い場所で見られる。

カリフォルニア南部からチリ北部までの東太平洋、およびガラパゴス諸島やハワイ諸島周辺に分布する。特にバハ・カリフォルニア周辺とカリフォルニア湾は個体数が多い。生息域の北端と南端では、エルニーニョにより海水温が適度な時期のみ見られる。ブリティッシュコロンビア州沖からの記録は未確認であり、熱帯種の為北方での発見は異常である。
沿岸部の岩礁やケルプの森、または付近の砂泥底に生息する底生魚である。カリフォルニア沖では通常、夏の間は潮間帯から水深7mまで、晩秋から冬にかけて水深13-18mで見られる。砂地でなくケルプの森で越冬する。チリ沖では、水深3-30mに生息する。ハワイ沖の水深355m地点からの報告もあり、従来考えられていたよりも広い範囲に生息する可能性がある。

## 形態

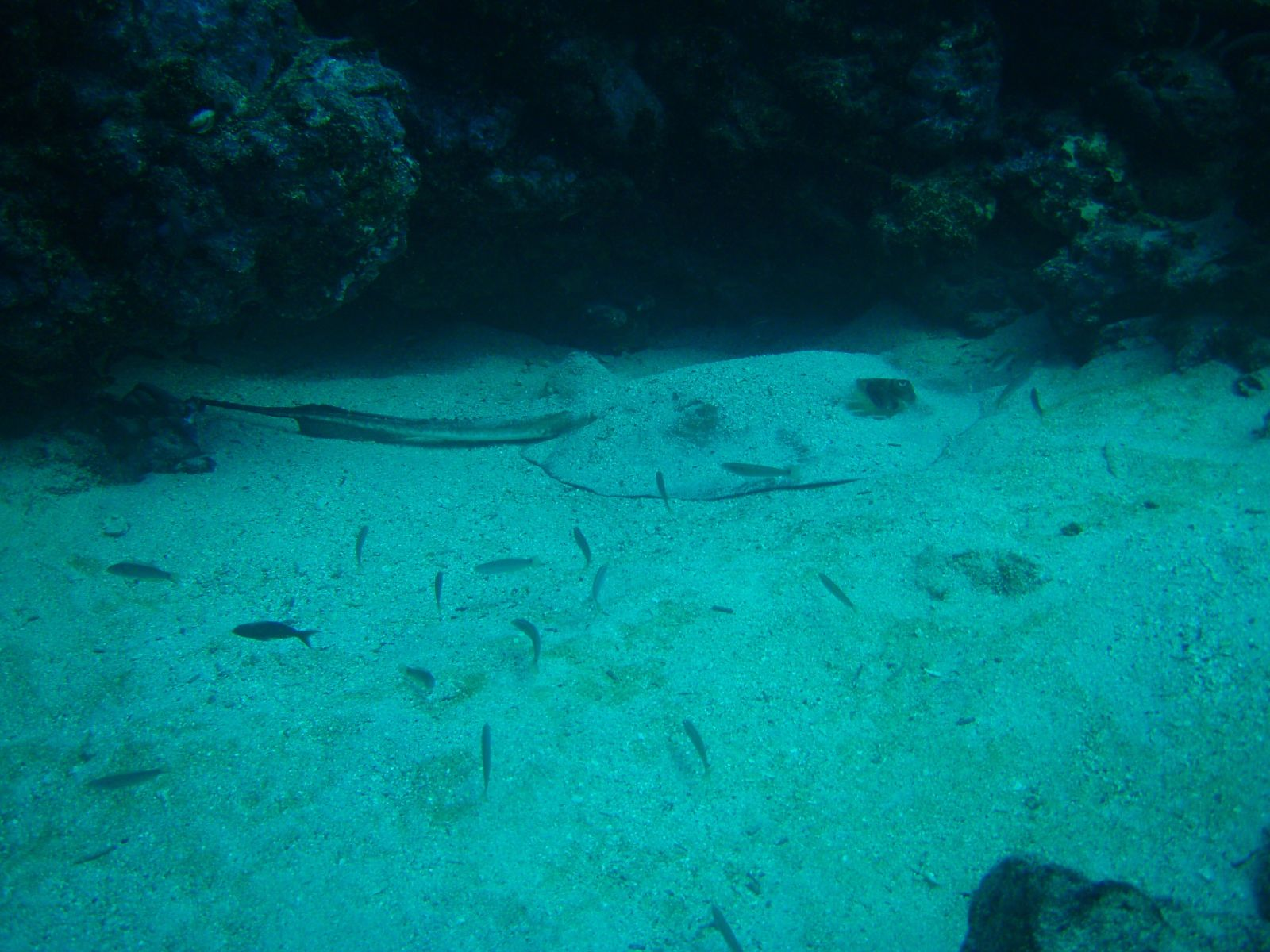
尾の上下にある皮摺が特徴。

体盤幅は1-1.2mに達し、雌の方が大型化する。体盤は菱形で、横幅が僅かに縦より長く、角は角ばり、縁は微妙に凸状。吻部は尖らない。眼は大きく、後方に噴水孔がある。口は強く湾曲し、歯列は上部が21-37列、下部が23-44列。歯は小さく尖らず、平らに並ぶ。口底には3-5つの乳頭突起が並ぶ。尾は鞭状で最大で体盤長の1.5倍になり、三分の一程の位置に1本（生え変わり中はそれ以上）の細長い鋸歯状の毒棘がある。棘の後方から上下の皮褶が始まり、尾の三分の二程の位置で終わる。上部の皮摺により、生息域が重なる同属種のLongtail stingray(D.longa) と区別できる。野生では尾を損傷した個体も多いため、見分けるのは難しい。若い個体は滑らかな皮膚だが、成体は背中の正中線に沿って小さな棘が並び、その両側にも短い棘の列がある。尾も棘で覆われる。背面はオリーブ色から褐色、灰色で、尾は暗色から黒色、腹面は黄色がかった白色。

## 生態

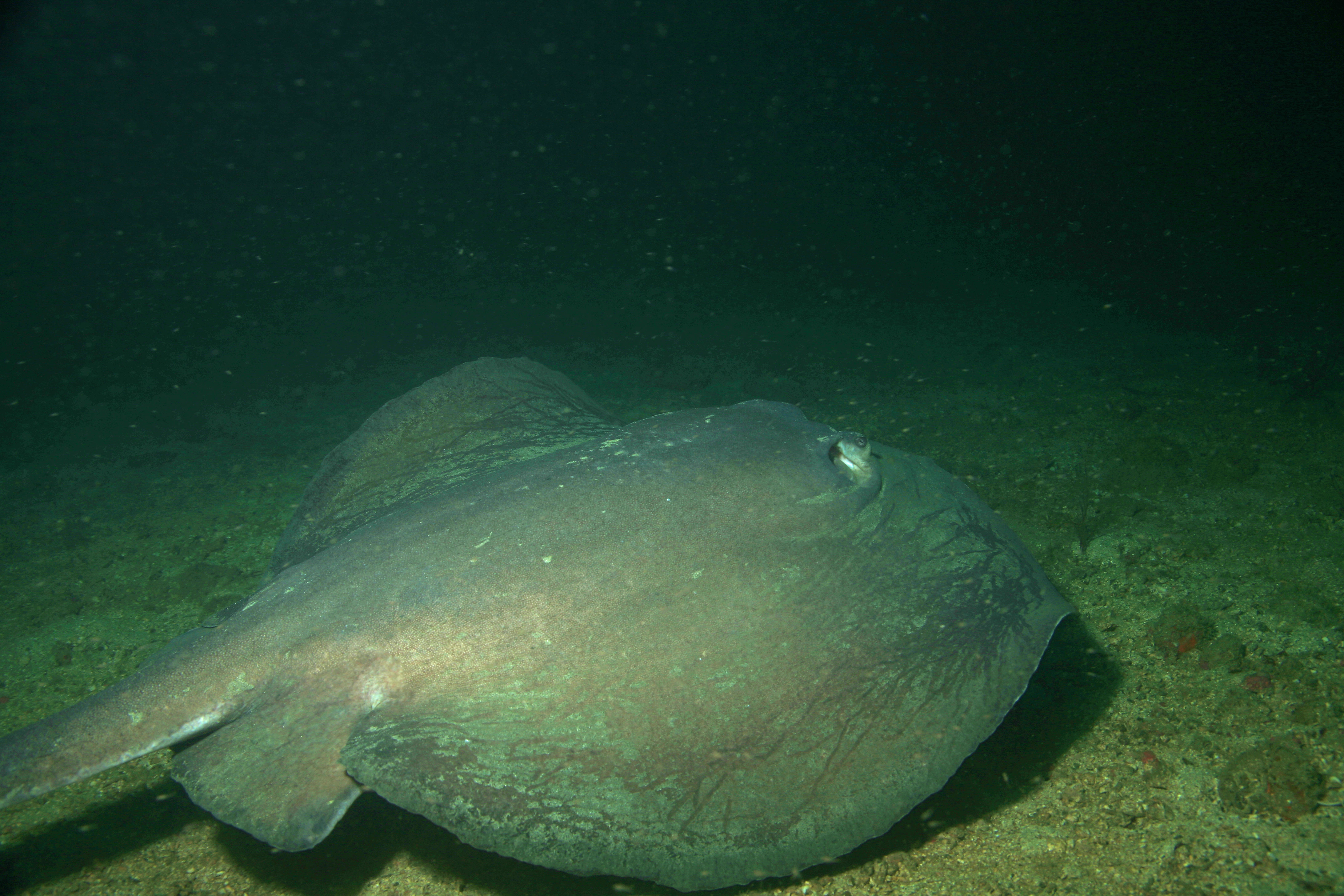
群れを成すことが多い。

夜行性であり、日中は砂に埋まって眼だけを出している。餌を探す時は単独の場合もあるが、数百匹の群れを形成することが多い。性別や年齢により棲み分けを行う。甲殻類、軟体動物、その他の無脊椎動物、小型の硬骨魚類を捕食し、強力な顎と臼歯のような歯により、硬い殻を持つ獲物でも粉砕できる。主に海底に穴を掘る生物や底生生物を捕食する。体盤幅69cmの雌が、少なくとも30匹の小さなカニを捕食した記録がある。バハ・カリフォルニア・スル州のマグダレナ湾では、最も重要な餌はカクレガニ科の一種のPinnotheres pisumであり、次にマテガイ科の一種、そして多毛類が続く。
海底のすぐ上を泳ぎ回り、獲物を発見すると海底に下り、体を上下に素早く動かして獲物を巣穴から引き出し捕食する。砂の中の獲物を発見するために、体盤をうねらし水を噴射して穴を掘る。タキベラ属の一種であるMexican hogfish( Bodianus diplotaenia )、タイ科の一種であるGalapagos porgy( Calamus taurinus )、タイセイヨウイサキ属の一種であるgreybar grunts( Haemulon sexfasciatum )、ホンベラ属の一種であるspinster wrasses( Halichoeres nichols )、ハリセンボンなどの小型魚が本種の掘り出した無脊椎動物を捕食するため、後を泳いでいることがある。本種の寄生虫としては、多節条虫亜綱の Acanthobothrium bullardi、A. dasi、A. rajivi、A. soberoni、Anthocephalum currani、Parachristianella tiygonis、Pseudochristianello elegantissima 、吸虫の Anaporrhutum euzeti、Probolitrema mexicana、および単生綱の Listrocephalos kearniが知られている。
無胎盤性の胎生で、胚は最初は卵黄によって栄養を与えられ、後に子宮分泌液によって栄養を与えられる。成体の雌は左の卵巣と子宮のみが機能する。バハ・カリフォルニアの太平洋岸のいくつかの湾で仔を育てる。マグダレナ湾での記録によると、雌は年に1回の出産で1～4尾の仔エイを産む。求愛と交尾は7-8月に起こり、精子の保存または胚の休眠期間が10ヶ月あるため、胚の発生は翌年始まり、2-3ヶ月で終わる。出産は7-9月にかけて浅い河口で行われる。仔エイの体盤幅は18-23cm。エルニーニョの時期には海水温が上昇するため、出産時期は早まる。成長速度は非常に遅く、雄は体盤幅約43-47cm、7歳で性成熟するが、雌はさらに成長が遅く、体盤幅約57-66cm、10歳で性成熟する。寿命は最長で雄が少なくとも19年、雌は28年と推定されている。

## 人とのかかわり
南カリフォルニア沖で毒棘に刺され死亡する事故が一件起きているが、基本的に攻撃性は低く、すぐに逃げる。アメリカ沖では商業利用出来る程の数は発見されていない。他の地域では食用のためかなりの数が捕獲される。鰭は生か切り身にして塩味を付けて販売される。国際自然保護連合(IUCN) は、本種は繁殖力が低いため個体数が激減しやすいとし、危急種と評価している。
メキシコでは、板鰓類を対象とした漁業の最も重要な種の1つで、年間総漁獲量の約10分の1を占めている。メキシコの漁業報告書にはしばしば誤同定や種のデータの不足がみられる為、過小評価されている可能性もある。主に夏と秋に捕獲され、マグダレナ湾では最も多く、ソノラ州沖では二番目に多く水揚げされるエイである。主に底刺し網で捕獲され、成体も幼体も尾の棘が網目に絡みつきやすく、1998年から2000年にかけてマグダレナ湾で捕獲された個体のほとんどは幼体であった。底引網、延縄、梁などで捕獲されることも多い。エビ養殖場の増加による生息環境の悪化が、さらなる脅威となる可能性もある。本種に対する管理計画はまだ制定されていない。